# خيسوس سواريز كويفا
خيسوس سواريز كويفا (بالإسبانية: Jesús Suárez Cueva)‏ هو دراج إسباني، ولد في 10 مارس 1955 في سييرو في إسبانيا.

## وصلات خارجية
- خيسوس سواريز كويفا على موقع أرشيف الدراجات (الإنجليزية)
- خيسوس سواريز كويفا على موقع إحصائيات الدراجات الإحترافية (الإنجليزية)